# Кум (Кыргызстан)
Кум (кирг. Кум) — село в Аксыйском районе Джалал-Абадской области Кыргызстана. Входит в состав Назаралиевского айылного аймака.

## География
Село расположено в южной части области, на правом берегу реки Нарын, на расстоянии приблизительно 44 километров (по прямой) к юго-востоку от города Кербен, административного центра района. Абсолютная высота — 532 метра над уровнем моря.

## Население
Согласно оценочным данным Национального статистического комитета Кыргызской Республики, численность населения села на начало 2023 года составляла 3234 человека.
| год     | 2009 | 2014 | 2015 | 2020 | 2021 | 2023 |
| ------- | ---- | ---- | ---- | ---- | ---- | ---- |
| человек | 2815 | 3543 | 3462 | 3945 | 4029 | 3234 |